# 신흥항 (완도군)
신흥항은 전라남도 완도군 청산면 신흥리에 있는 어항이다. 1973년 12월 19일 지방어항으로 지정하여 관리하고 있다. 시설관리자는 완도군수이다.

## 어항 시설
- 방파제(2) 30m, 선착장(1) 20m

## 주요 어종
- 고등어, 갈치, 삼치, 도미, 문어, 광어